# Kozí chrbát
Kozí chrbát je přírodní rezervace v katastrálním území obce Liptovská Osada v okrese Ružomberok v Žilinském kraji na Slovensku. Území bylo vyhlášeno v roce 1993 a jeho rozloha je 37,43 hektaru. Předmětem ochrany je stabilní spoločenstvo původních porostů vysokohorského javorového suťového lesa se specifickým druhovým složením, které tvoří přirozenou hranici lesa. Charakteristický je výskyt velmi starých jedinců javoru klenu (Acer pseudoplatanus).